# Troglodyte des canyons
Catherpes mexicanus
Genre
Espèce
Répartition géographique
Statut de conservation UICN

 LC  : Préoccupation mineure
Le Troglodyte des canyons (Catherpes mexicanus) est une espèce d'oiseau de la famille des Troglodytidae. Il s'agit de la seule espèce du genre Catherpes.

## Description
Cet oiseau de 14 à 15 cm de longueur possède un plumage brun chaud sur le dessus du corps, le croupion et la queue rousse, la gorge et la poitrine blanches, et le ventre châtain finement rayé de couleur plus sombre. Le bec, long et fin, est courbe. Les pattes, les yeux et le bec sont noirs.

## Répartition et habitat
Le Troglodyte des canyons vit non seulement dans le fond des canyons, mais aussi dans les zones rocailleuses. Il est aussi capable de s'adapter aux bâtiments et murs de pierres. Son aire de répartition s'étend d'une petite partie de la Colombie-Britannique au Canada jusqu'au sud du Mexique, en passant par une grande partie de l'ouest des États-Unis.

## Systématique
Seul membre du genre Catherpes, cette espèce a été décrite pour la première fois par William Swainson en 1829.
Selon la classification de référence du Congrès ornithologique international (14.2, 2024) il se répartit en huit sous-espèces :
- Catherpes mexicanus griseus Aldrich, 1946 — sud-ouest du Canada et nord-ouest des États-Unis (gris et pâle[3])
- Catherpes mexicanus pallidior A.R. Phillips, 1986 — centre/ouest des États-Unis (plus pâle, surtout à la tête)
- Catherpes mexicanus conspersus Ridgway, 1873 — sud-ouest des États-Unis et nord-ouest du Mexique (plus petit et pâle)
- Catherpes mexicanus punctulatus Ridgway, 1882 — centre-est de la Californie (légèrement plus pâle)
- Catherpes mexicanus croizati A.R. Phillips, 1986 — sud de la Basse-Californie (plus pâle et petit, ventre plus rougeâtre)
- Catherpes mexicanus mexicanus (Swainson, 1829) — centre/sud du Mexique
- Catherpes mexicanus meliphonus Oberholser, 1930 — nord-ouest du Mexique (plus petit et luisant)
- Catherpes mexicanus cantator A.R. Phillips, 1966 — sud-ouest du Mexique (plus sombre et petit)

### GenreCatherpes
- (en) Congrès ornithologique international : Catherpes mexicanus dans l'ordre Passeriformes (consulté le 4 juin 2015)
- (en) Zoonomen Nomenclature Resource (Alan P. Peterson) : Catherpes  dans Passeriformes
- (en) Catalogue of Life : Catherpes S. F. Baird, 1858 (consulté le 11 décembre 2020)
- (fr + en) ITIS : Catherpes Baird, 1858
- (en) Animal Diversity Web : Catherpes
- (en) NCBI : Catherpes (taxons inclus)
- (en) UICN : taxon  Catherpes  (consulté le 7 janvier 2023)

### EspèceCatherpes mexicanus
- (en) Zoonomen Nomenclature Resource (Alan P. Peterson) : Catherpes mexicanus  dans Passeriformes
- (en) Catalogue of Life : Catherpes mexicanus (Swainson, 1829) (consulté le 17 décembre 2020)
- (fr + en)  Avibase : Catherpes mexicanus (Swainson, 1829) (+ répartition) (consulté le 26 avril 2016)
- (fr) Oiseaux.net : Catherpes mexicanus (+ répartition)
- (fr + en) ITIS : Catherpes mexicanus (Swainson, 1829)
- (en) Animal Diversity Web : Catherpes mexicanus
- (en) NCBI : Catherpes mexicanus (taxons inclus)
- (en) UICN : espèce Catherpes mexicanus (Swainson, 1829) (consulté le 4 juin 2015)